# HD 44816
HD 44816，又名BD-09 1444，SAO 133203、HR 2301，是一颗恒星，视星等为6.19，位于銀經218.67，銀緯-10.63，其B1900.0坐标为赤經6h 18m 51.7s，赤緯-9° -10.63′ 24″。